# Angus Crookshank
Angus Crookshank, född 2 oktober 1999, är en kanadensisk professionell ishockeyforward som är kontrakterad till Ottawa Senators i National Hockey League (NHL) och spelar för Belleville Senators i American Hockey League (AHL).
Han har tidigare spelat för New Hampshire Wildcats i National Collegiate Athletic Association (NCAA).
Crookshank draftades av Ottawa Senators i femte rundan i 2018 års draft som 126:e spelare totalt.

## Statistik
| Källa: Utv = Utvisningsminuter Uppdaterad: 2023-12-18 | Källa: Utv = Utvisningsminuter Uppdaterad: 2023-12-18 | Källa: Utv = Utvisningsminuter Uppdaterad: 2023-12-18 |                                                           | Grundserie                                                | Grundserie                                                | Grundserie                                                | Grundserie                                                | Grundserie                                                |                                                           | Slutspel                                                  | Slutspel                                                  | Slutspel                                                  | Slutspel                                                  | Slutspel |
| Säsong                                                | Lag                                                   | Liga                                                  | Matcher                                                   | Mål                                                       | Assists                                                   | Poäng                                                     | Utv                                                       | Matcher                                                   | Mål                                                       | Assists                                                   | Poäng                                                     | Utv                                                       |                                                           |          |
| ----------------------------------------------------- | ----------------------------------------------------- | ----------------------------------------------------- | --------------------------------------------------------- | --------------------------------------------------------- | --------------------------------------------------------- | --------------------------------------------------------- | --------------------------------------------------------- | --------------------------------------------------------- | --------------------------------------------------------- | --------------------------------------------------------- | --------------------------------------------------------- | --------------------------------------------------------- | --------------------------------------------------------- | -------- |
| 2013–2014                                             | North Shore WC U15 A1                                 | PCBHL                                                 | 68                                                        | 19                                                        | 26                                                        | 45                                                        | 70                                                        | —                                                         | —                                                         | —                                                         | —                                                         | —                                                         |                                                           |          |
| 2014–2015                                             | Burnaby Winter Club Elite 15s U16                     | CSSHL                                                 | 26                                                        | 17                                                        | 19                                                        | 36                                                        | 24                                                        | 2                                                         | 2                                                         | 0                                                         | 2                                                         | 2                                                         |                                                           |          |
|                                                       | Burnaby Winter Club Elite 15s U16                     |                                                       | 42                                                        | 30                                                        | 26                                                        | 56                                                        | 29                                                        | —                                                         | —                                                         | —                                                         | —                                                         | —                                                         |                                                           |          |
|                                                       | Burnaby Winter Club Prep U18                          | CSSHL                                                 | 2                                                         | 0                                                         | 0                                                         | 0                                                         | 0                                                         | —                                                         | —                                                         | —                                                         | —                                                         | —                                                         |                                                           |          |
| 2015–2016                                             | Burnaby Winter Club Prep U18                          | CSSHL                                                 | 35                                                        | 42                                                        | 19                                                        | 61                                                        | 56                                                        | 4                                                         | 3                                                         | 2                                                         | 5                                                         | 0                                                         |                                                           |          |
|                                                       | Langley Rivermen                                      | BCHL                                                  | 4                                                         | 1                                                         | 0                                                         | 1                                                         | 0                                                         | 1                                                         | 0                                                         | 0                                                         | 0                                                         | 0                                                         |                                                           |          |
| 2016–2017                                             | Langley Rivermen                                      | BCHL                                                  | 31                                                        | 9                                                         | 12                                                        | 21                                                        | 14                                                        | 6                                                         | 2                                                         | 1                                                         | 3                                                         | 0                                                         |                                                           |          |
| 2017–2018                                             | Langley Rivermen                                      | BCHL                                                  | 42                                                        | 22                                                        | 23                                                        | 45                                                        | 34                                                        | 6                                                         | 3                                                         | 4                                                         | 7                                                         | 6                                                         |                                                           |          |
| 2018–2019                                             | New Hampshire Wildcats                                | NCAA                                                  | 36                                                        | 10                                                        | 13                                                        | 23                                                        | 6                                                         | —                                                         | —                                                         | —                                                         | —                                                         | —                                                         |                                                           |          |
| 2019–2020                                             | New Hampshire Wildcats                                | NCAA                                                  | 34                                                        | 16                                                        | 6                                                         | 22                                                        | 39                                                        | —                                                         | —                                                         | —                                                         | —                                                         | —                                                         |                                                           |          |
| 2020–2021                                             | New Hampshire Wildcats                                | NCAA                                                  | 20                                                        | 9                                                         | 9                                                         | 18                                                        | 4                                                         | —                                                         | —                                                         | —                                                         | —                                                         | —                                                         |                                                           |          |
|                                                       | Belleville Senators                                   | AHL                                                   | 19                                                        | 5                                                         | 11                                                        | 16                                                        | 6                                                         | —                                                         | —                                                         | —                                                         | —                                                         | —                                                         |                                                           |          |
| 2021–2022                                             | Belleville Senators                                   | AHL                                                   | Spelade ej på grund rehabilitering efter en knäoperation. | Spelade ej på grund rehabilitering efter en knäoperation. | Spelade ej på grund rehabilitering efter en knäoperation. | Spelade ej på grund rehabilitering efter en knäoperation. | Spelade ej på grund rehabilitering efter en knäoperation. | Spelade ej på grund rehabilitering efter en knäoperation. | Spelade ej på grund rehabilitering efter en knäoperation. | Spelade ej på grund rehabilitering efter en knäoperation. | Spelade ej på grund rehabilitering efter en knäoperation. | Spelade ej på grund rehabilitering efter en knäoperation. | Spelade ej på grund rehabilitering efter en knäoperation. |          |
| 2022–2023                                             | Belleville Senators                                   | AHL                                                   | 71                                                        | 26                                                        | 21                                                        | 47                                                        | 31                                                        | —                                                         | —                                                         | —                                                         | —                                                         | —                                                         |                                                           |          |
| 2023–2024                                             | Ottawa Senators                                       | NHL                                                   | 1                                                         | 0                                                         | 0                                                         | 0                                                         | 0                                                         | —                                                         | —                                                         | —                                                         | —                                                         | —                                                         |                                                           |          |
|                                                       | Belleville Senators                                   | AHL                                                   | 24                                                        | 10                                                        | 11                                                        | 21                                                        | 20                                                        | —                                                         | —                                                         | —                                                         | —                                                         | —                                                         |                                                           |          |
| NHL totalt                                            | NHL totalt                                            | NHL totalt                                            | 1                                                         | 0                                                         | 0                                                         | 0                                                         | 0                                                         | —                                                         | —                                                         | —                                                         | —                                                         | —                                                         |                                                           |          |
| AHL totalt                                            | AHL totalt                                            | AHL totalt                                            | 114                                                       | 41                                                        | 43                                                        | 84                                                        | 57                                                        | —                                                         | —                                                         | —                                                         | —                                                         | —                                                         |                                                           |          |
| NCAA totalt                                           | NCAA totalt                                           | NCAA totalt                                           | 90                                                        | 35                                                        | 28                                                        | 63                                                        | 49                                                        | —                                                         | —                                                         | —                                                         | —                                                         | —                                                         |                                                           |          |